# Association pour la coopération des professionnels de l'information musicale
 (octobre 2013).
Si vous disposez d'ouvrages ou d'articles de référence ou si vous connaissez des sites web de qualité traitant du thème abordé ici, merci de compléter l'article en donnant les références utiles à sa vérifiabilité et en les liant à la section « Notes et références ».
L’Association pour la coopération des professionnels de l'information musicale ou ACIM est une association française qui regroupe des bibliothécaires musicaux et des discothécaires, créée en juillet 1989. Son but est de promouvoir la diffusion de la documentation musicale en tous lieux et principalement dans les bibliothèques et institutions publiques, de participer à toute action de coopération entre les organismes assurant la collecte, le traitement, la conservation et la diffusion de la documentation musicale.
En 2011, l'ACIM a publié le manifeste : " La musique a toute sa place en bibliothèque".

## Objectifs
Susciter et faciliter la réflexion professionnelle, grâce à un ensemble d'activités comme l'animation de la liste de diffusion Discothécaires, lieu de discussion, de réflexion et d'échange entre bibliothécaires musicaux, et sur les réseaux sociaux,
Mutualiser les ressources et les outils professionnels grâce à la réalisation et la gestion d'un portail d'informations professionnelles ouvert à tous les participants de la documentation musicale,
Animer des groupes de travail internes comme celui chargé du suivi de la classification des documents musicaux (Principes de classement des documents musicaux PCDM), la formation, les ressources numériques,
Organiser les Rencontres Nationales des Bibliothécaires Musicaux, annuelles depuis 2001.
Représenter au niveau national la profession de la documentation musicale,
Participer aux travaux d'associations ou d'organismes concernés par l'avenir de la musique en bibliothèque ou d'interassociations comme l'IABD (Interassociation Archives-Bibliothèque-Documentation),
Fédérer les associations professionnelles et institutions documentaires liées à la musique en bibliothèque.

## Associations professionnelles et institutions documentaires fédérées au sein de l'ACIM

### Associations à vocation nationale ou internationale
- AIBM, Groupe français (Association internationale des bibliothèques, archives et centres de documentation musicaux) ;

### Associations régionales
- VDL (Vidéothécaires, discothécaires de la région lyonnaise)

### Institutions
- BNF – Département audiovisuel
- Bibliothèque Publique d’Information – service Musique
- Médiathèque de la Cité de la musique-Philharmonie de Paris
- Médiathèque Musicale de Paris

### Groupes locaux créés au sein de l’ACIM
- Bibliothécaires Musicaux de l’Est,
- Bibliothécaires Musicaux d’Occitanie (BIMOC)
- Bibliothécaires Musicaux d’Aquitaine (BIMUDAQ)
- Discowest : Liste de coopération des bibliothécaires musicaux de l’Ouest
- Ziklibrenbib : la musique libre s’invite dans les bibliothèques.

## Publications
L'ACIM a édité la revue mensuelle Écouter Voir de 1989 à 2003. Michel Sineux était le rédacteur en chef. Les membres de l'ACIM ont contribué aux trois éditions de Musique en bibliothèque éditées au Cercle de la Librairie (1993, 2002, 2012), sous la direction successive de Michel Sineux, Yves Alix et Gilles Pierret,,.

## Organisation
Les premiers présidents étaient en alternance, selon les statuts qui instituaient l'ACIM comme éditeur de la revue Écouter Voir. Ses deux financeurs étaient co-gérants de l'entreprise : les représentants de l'État et de la ville de Paris.
- pour l'État : le Ministère de la culture, la Direction du livre, le chef du bureau des bibliothèques et par délégation, la directrice du Centre national de coopération des bibliothèques publiques (CNCBP) de Massy (Eliane Bourguignat), ex bibliothèque d'application de l'ENSB

- pour la ville de Paris : le Directeur des affaires culturelles (Bruno Racine),et par délégation le chef du bureau des bibliothèques, le directeur de la Discothèque des Halles (Michel Sineux), devenue Médiathèque musicale de Paris en 1996.

## Présidents
(décembre 2021).
L’ACIM est co-présidée depuis 2022 par Eva Alm, Anne Tricard, Dominique Auer.
- 1994 -2004 : Christian Massault
- 2004-2010 : Arsène Ott
- 2010-2013 : Xavier Galaup
- 2013-2016 : Sophie Cornière[6],[7]
- 2016-2019 : Nicolas Blondeau[8],[9]
- 2019-2022 : Dominique Auer[10],[11]
- 2022-2025 : co-président.e.s : Eva Alm, Anne Tricard, Dominique Auer[12],[13]

## Rencontres Nationales des Bibliothécaires Musicaux

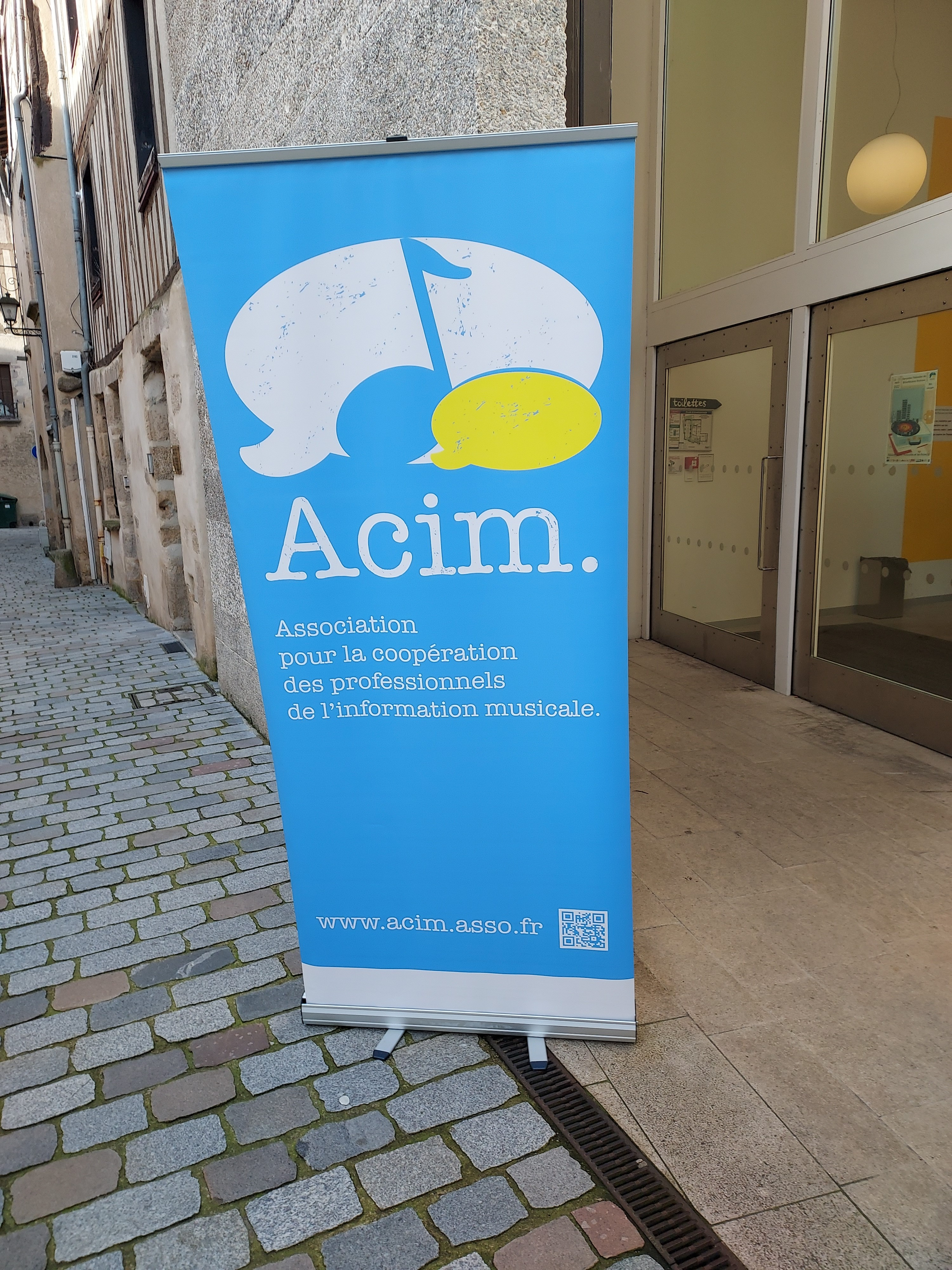
Kakémono de l'ACIM en 2022 à Limoges.

L'ACIM organise son congrès chaque année, en général en mars, dénommé les Rencontres Nationales des Bibliothécaires Musicaux (RNBM).
- 2001 : Bourges
- 2002 : Villeurbanne : Le plan de classement des documents musicaux
- 2003 : Strasbourg :  Politiques documentaires / bibliothèques musicales en Europe
- 2004 : Saint-Jean-de Védas : L'animation autour de la musique en bibliothèque publique
- 2005 : Grenoble : La communication interne et externe des secteurs musique / Documentation musicale : évolution des supports et des services
- 2006 : Nantes : Apprivoiser le futur
- 2007 : Lille : Écoute et attachement : les figures de l’amateur au tournant de l’Internet
- 2008 : Toulouse : Le swing des bibliothécaires musicaux
- 2009 : Paris : Le temps des cigales
- 2010 : Aix-en-Provence : Rendre le possible à nouveau disponible – Multiplier les horizons
- 2011 : Auxerre : La médiathèque : un carrefour de la vie musicale
- 2012 : Montreuil : La mutualisation
- 2013 : Mérignac / Bordeaux : Les publics
- 2014 : Rennes : L'éducation artistique et culturelle
- 2015 : Metz : La médiation
- 2016 : Clermont-Ferrand : La bibliothèque musicale inclusive
- 2017 : Nice : Valorisation et médiation du patrimoine musical en bibliothèque
- 2018 : Caen : La bibliothèque musicale recomposée : nouvelles pratiques, nouveaux espaces
- 2019 : Lyon / Villeurbanne : La formation
- 2020 : congrès reporté
- 2021 : en visioconférence : Accueil, marketing, advocacy : la bibliothèque musicale transmet ses valeurs et construit sa communication[15]
- 2022 : Limoges : Musique et territoire(s) : la bibliothèque musicale actrice des réseaux et des communautés [16]
- 2023 : Dunkerque : Identités musicales, les bibliothèques à l'écoute du monde
- 2024 : Orléans : Bibliothécaire musical, un métier en transition ?[17]
- 2025 : Paris, Bibliothèque nationale de France